# 1793 Зоя
1793 Зоя (1793 Zoya) — астероїд головного поясу, відкритий 28 лютого 1968 року.
Тіссеранів параметр щодо Юпітера — 3,641.
Названо на честь Космодем'янської Зої Анатоліївни (1923 — 1941) — радянської партизанки-диверсантки (згідно з офіційною радянською версією «розвідниці»).